# Ночь страха (фильм, 2011)
«Ночь стра́ха» (англ. Fright Night) — комедийный фильм ужасов Крейга Гиллеспи в формате 3D, ремейк одноимённой картины 1985 года. Стивен Спилберг принимал участие в раскадровке сцен и монтаже. Музыку к фильму написал Рамин Джавади.

## Сюжет
У старшеклассника Чарли Брюстера дела идут в гору: он стал частью крутой тусовки во главе с лидером Марком и встречается с самой популярной девушкой в школе Эми Питерсон. Всё бы хорошо, но его бывший лучший друг-ботан Эд мешает ему наслаждаться удачей, заявляя, что Чарли должен помочь ему справиться с настоящим вампиром, которого зовут Джерри, и который обосновался рядом по соседству. Чарли пытается игнорировать друга, но вынужден заняться собственным расследованием, когда Эд вдруг пропадает, а Джерри ведёт себя очень странно.
Он начинает нападать на людей по соседству, как ведут себя только вампиры. Чарли врывается в дом Джерри и обнаруживает, что тот держит там своих жертв. Чарли удаётся освободить свою соседку Дорис, но как только они выходят из дома, укушенная Джерри Дорис растворяется в пыли на солнце. Чарли обращается к шоумен и фокуснику из Лас-Вегаса Питеру Винсенту, предполагаемому эксперту по вампирам, который представляет свое шоу под названием «Ночь страха». Однако Винсент не воспринимает Чарли всерьёз и выгоняет его, оставляя Чарли на произвол судьбы.
На следующий вечер Джерри стоит у входной двери Чарли и жалуется его матери Джейн на её настырного сына, но Чарли убеждает её не открывать дверь, поскольку вампиры не могут войти в дом без приглашения. Заявив, что без дома ему не нужно приглашение, Джерри поджигает газовую трубу дома и взрывает её. Чарли, Джейн и Эми удаётся сбежать на машине. Джерри преследует их на своём пикапе и сбивает их с дороги. Когда приближается другая машина, и водитель выходит, Джерри убивает его. Затем Джерри нападает на Чарли, но мать Чарли спасает своего сына, вонзая кол из щита в грудь Джерри. Затем она теряет сознание из-за травмы головы, полученной в автокатастрофе.
Мать Чарли находится в больнице, и он завешивает её комнату крестами и распятиями. Чарли получает звонок от Питера Винсента, и они с Эми идут в пентхаус Винсента. Винсент дает Чарли совет, как победить Джерри. Доставщик посылок звонит в дверь, и Питер приглашает его войти. Однако это Эд, который теперь вампир. Винсент немедленно прячется в своей комнате страха, пока Эд и Чарли дерутся. Появляется и Джерри, переживший нападение матери Чарли, но Эми удаётся облить его святой водой. Чарли убивает Эда, который незадолго до смерти уверяет Чарли, что всё «в порядке». Преследуемые Джерри Чарли и Эми забегают в ночной клуб, где теряются в толпе. Джерри кусает и похищает Эми.
На следующий день Чарли говорит Питеру, что хочет победить Джерри, и снова просит его о помощи. Питер отказывается и сообщает ему, что его родители были убиты вампиром, которым оказывается сам Джерри. Однако он даёт Чарли кол, который смертелен для Джерри, и превращает его жертв обратно в людей. Чарли идёт в дом Джерри, чтобы сразиться с ним, и Питер решает ему помочь. Эти двое разрушают окна, чтобы в дом проник солнечный свет.

## В ролях
| Актёр                | Роль                |
| -------------------- | ------------------- |
| Антон Ельчин         | Чарли Брюстер       |
| Колин Фаррелл        | Джерри Дэндридж     |
| Тони Коллетт         | Джейн Брюстер       |
| Имоджен Путс         | Эми Питерсон        |
| Дэвид Теннант        | Питер Винсент       |
| Кристофер Минц-Пласс | Эд                  |
| Сандра Вергара       | Джинджер            |
| Дэйв Франко          | Марк                |
| Рид Юинг             | Бен                 |
| Лиза Лоб             | Виктория Ли         |
| Грейс Фиппс          | Би                  |
| Крис Сарандон        | автомобилист, камео |